# Atlanta Falcons 2023
La stagione 2023 degli Atlanta Falcons è stata la 58ª della franchigia nella National Football League e la terza e ultima con Arthur Smith come capo-allenatore.
I Falcons tentavano di migliorare il loro bilancio di 7–10 delle due stagioni precedenti e di fare ritorno ai playoff per la prima volta dal 2017. Malgrado l'avere vinto entrambe le prime due gare, la prima volta dal 2017 che vinsero la partita di debutto ed ebbero più vittorie che sconfitte in qualsiasi momento della stagione, nel resto dell'annata faticarono, terminando con un record di 5-10 nelle ultime partite. Atlanta pareggiò le sette vittorie precedenti battendo gli Indianapolis Colts nel sedicesimo turno. Ancora in corsa per un posto nei playoff in una debole NFC South, furono matematicamente eliminati nell'ultimo turno a causa della vittoria dei Tampa Bay Buccaneers batterono i Carolina Panthers. Al termine della stagione regolare, chiusa con il record di 7 vittorie e 10 sconfitte e fuori dai play-off per il sesto anno consecutivo, i Falcons licenziarono dopo tre stagioni il capo-allenatore Smith.

## Scelte nel Draft 2023

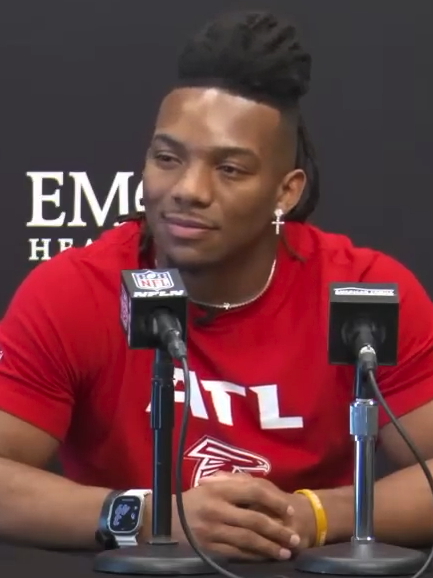
Bijan Robinson fu scelto come ottavo assoluto nel Draft 2023 dai Falcons

| Scelte dei Falcons nel Draft 2023 |        |                                      |                                      |                                      |              |
| Giro                              | Scelta | Giocatore                            | Ruolo                                | College                              | Note         |
| 1                                 | 8      | Bijan Robinson                       | RB                                   | Texas                                |              |
| 2                                 | 38     | Matthew Bergeron                     | G                                    | Syracuse                             |              |
| 2                                 | 44     | Scambiata con gli Indianapolis Colts | Scambiata con gli Indianapolis Colts | Scambiata con gli Indianapolis Colts |              |
| 3                                 | 75     | Zach Harrison                        | OLB                                  | Ohio State                           |              |
| 4                                 | 110    | Scambiata con gli Indianapolis Colts | Scambiata con gli Indianapolis Colts | Scambiata con gli Indianapolis Colts |              |
| 4                                 | 113    | Clark Phillips III                   | CB                                   | Utah                                 |              |
| 7                                 | 224    | DeMarcco Hellams                     | S                                    | Alabama                              | Da Las Vegas |
| 7                                 | 225    | Jovaughn Gwyn                        | G                                    | South Carolina                       |              |

## Staff
| Staff degli Atlanta Falcons |
| --- |
| Organi dirigenziali - Proprietario/Chairman - Arthur Blank - PresidentE/CEO – Rich McKay - General manager – Terry Fontenot - Vice presidente del personale dei giocatori – Kyle Smith - Direttore del personale professionistico – Shepley Heard - Direttore delle operazioni degli allenatori – Brian Griffin - Direttore degli osservatori del college – Anthony Robinson - Direttore senior dell'amministrazione del football – Chris Olsen - Dirigente del personale senior – Ryan Pace - Osservatori nazionali – Ruston Webster, Phil Emery e Joel Collier Capo allenatore - Capo-allenatore - Arthur Smith Altri allenatori - Preparatore atletico – Dr. Thomas Stallworth - Assistente p.a. – Roderick Moore Jr - Assistente p.a. – Bobby Thomas Allenatori dell'attacco - Coordinatore offensivo – Dave Ragone - Quarterback – Charles London - Running back – Michael Pitre - Ricevitori– T.J. Yates - Tight end – Justin Peelle - Offensive line – Dwayne Ledford - Assistente offensive line – Mario Jeberaeel - Assistente offensivo senior – Steve Jackson - Assistente attacco – Danny Breyer - Assistente attacco – Nick Edwards Allenatori della difesa - Coordinatore difensivo – Dean Pees - Defensive line – Gary Emanuel - Linebacker – Frank Bush - Outside linebacker – Ted Monachino - Secondaria – Jon Hoke - Assistente defensive back – Nick Perry - Assistente difesa – Lanier Goethie - Assistente difesa – Matt Pees Allenatori dello special team - Coordinatore dello special team: Marquice Williams - Assistente senior – Steve Hoffman |

## Roster
| Roster degli Atlanta Falcons |
| --- |
| Quarterback - 4 Taylor Heinicke - 9 Desmond Ridder - 11 Logan Woodside Running Back - 25 Tyler Allgeier - 84 Cordarrelle Patterson - 7 Bijan Robinson - 40 Keith Smith FB Wide Receiver - 80 Josh Ali - 12 KhaDarel Hodge - 18 Mack Hollins - 5 Drake London - 16 Scotty Miller Tight End - 87 John FitzPatrick - 8 Kyle Pitts - 85 MyCole Pruitt - 81 Jonnu Smith Offensive Linemen - 65 Matthew Bergeron G - 67 Drew Dalman C - 56 Jovaughn Gwyn G - 68 Kyle Hinton G - 63 Chris Lindstrom G - 70 Jake Matthews T - 76 Kaleb McGary T - 64 Ryan Neuzil G - 75 Isaiah Prince T Defensive Linemen - 93 Calais Campbell DE - 99 Joe Gaziano DE - 95 Ta'Quon Graham DE - 96 Zach Harrison DE - 94 Albert Huggins NT - 97 Grady Jarrett DE - 90 David Onyemata NT Linebacker - 44 Troy Andersen ILB - 0 Lorenzo Carter OLB - 50 Tae Davis ILB - 48 Bud Dupree OLB - 17 Arnold Ebiketie OLB - 55 Kaden Elliss ILB - 53 Nate Landman ILB - 51 DeAngelo Malone OLB Defensive Back - 20 Dee Alford CB - 3 Jessie Bates III FS - 33 Tre Flowers CB - 27 Richie Grant SS - 32 Jaylinn Hawkins SS - 37 DeMarcco Hellams FS - 21 Mike Hughes CB - 1 Jeff Okudah CB - 34 Clark Phillips III CB - 24 A.J. Terrell CB Special Team - 6 Younghoe Koo K - 49 Liam McCullough LS - 13 Bradley Pinion P Lista delle riserve - 79 Ikenna Enechukwu DE (IR) - 15 Feleipe Franks TE (IR) - -- Eddie Goldman NT (Left Squad) - 71 Ethan Greenidge T (IR) - 19 Penny Hart WR (IR) - 61 Matt Hennessy C (IR) - 92 Adetokunbo Ogundeji OLB (IR) - 26 Avery Williams RB (IR) Squadra di allenamento - 29 Micah Abernathy FS - 35 Natrone Brooks CB - 41 Lukas Denis FS - 42 Godwin Igwebuike RB - 43 Tucker Fisk TE - 46 Parker Hesse TE - 98 Timmy Horne NT - 72 LaCale London NT - 82 Xavier Malone WR - 66 Joshua Miles T - 86 C.J. Saunders WR - 14 Matthew Sexton WR - 54 Justin Shaffer G - 59 Andre Smith OLB - 52 Kemoko Turay OLB - 73 Tyler Vrabel T - 69 Barry Wesley T (Practice squad/Injured) Roster aggiornato al 17 settembre 2023 53 attivi, 8 inattivi, 16 nella squadra di allenamento |
| Legenda - I rookie sono in corsivo. - Il primo ruolo è il principale mentre gli eventuali successivi indicano i ruoli secondari. - (IR) sta per Injured Reserve ed indica la lista ristretta per un solo giocatore infortunato che può tornare ad allenarsi dopo la settimana 6 e a rientrare in prima squadra dopo che questa ha giocato 8 partite. - (NF-Inj.) / (NF-Ill.) stanno rispettivamente per Non-Football Injured e Non-Football Illness ed indicano le liste dove viene inserito un giocatore che ha un infortunio o una malattia non dipendente dal football americano. - (PUP) sta per Physically Unable to Perform ed indica la lista dove viene inserito un giocatore mentre è in attesa di recuperare la condizione fisica. Nella stagione regolare dopo la sesta partita giocata dalla propria squadra, il giocatore ha tempo tre settimane per riprendere ad allenarsi, più tre settimane aggiuntive dal suo rientro agli allenamenti per rientrare in prima squadra. |

## Precampionato
L'17 maggio 2023 i Falcons annunciarono il calendario delle gare di precampionato.
| Precampionato |           |           |                       |           |        |                       |     |         |
| Settimana     | Data      | Ora (ET)  | Avversario            | Risultato | Record | Stadio                | TV  | Sintesi |
| 1             | 11 agosto | 7:00 p.m. | @ Miami Dolphins      | V 19-3    | 1-0    | Hard Rock Stadium     | Fox | Sintesi |
| 2             | 18 agosto | 7:30 p.m. | Cincinnati Bengals    | P 13-13   | 1-0-1  | Mercedes-Benz Stadium | Fox | Sintesi |
| 3             | 24 agosto | 7:30 p.m. | @ Pittsburgh Steelers | S 0-24    | 1-1-1  | Mercedes-Benz Stadium | Fox | Sintesi |

## Stagione regolare

### Calendario
Il calendario della stagione regolare 2023 fu reso noto l'11 maggio 2023. Il 30 novembre 2023 fu annunciata data e orario della gara del quindicesimo turno. Data e orario della gara di settimana 18 furono stabilite il 31 dicembre 2023, dopo lo svolgimento del diciassettesimo turno.
| Stagione regolare |                     |                     |                            |                     |                     |                         |                     |                     |
| Settimana         | Data                | Ora (ET)            | Avversario                 | Risultato           | Record              | Stadio                  | TV                  | Sintesi             |
| 1                 | 10 settembre        | 1:00 p.m.           | Carolina Panthers          | V 24-10             | 1-0                 | Mercedes-Benz Stadium   | Fox                 | Sintesi             |
| 2                 | 17 settembre        | 1:00 p.m.           | Green Bay Packers          | V 25-24             | 2-0                 | Mercedes-Benz Stadium   | Fox                 | Sintesi             |
| 3                 | 24 settembre        | 1:00 p.m.           | @ Detroit Lions            | S 6-20              | 2-1                 | Ford Field              | Fox                 | Sintesi             |
| 4                 | 1º ottobre          | 9:30 a.m.           | @ Jacksonville Jaguars (I) | S 7-23              | 2-2                 | Wembley (Londra)        | ESPN+               | Sintesi             |
| 5                 | 8 ottobre           | 1:00 p.m.           | Houston Texans             | V 21-19             | 3-2                 | Mercedes-Benz Stadium   | Fox                 | Sintesi             |
| 6                 | 15 ottobre          | 1:00 p.m.           | Washington Commanders      | S 16-24             | 3-3                 | Mercedes-Benz Stadium   | CBS                 | Sintesi             |
| 7                 | 22 ottobre          | 1:00 p.m.           | @ Tampa Bay Buccaneers     | V 16-13             | 4-3                 | Raymond James Stadium   | Fox                 | Sintesi             |
| 8                 | 29 ottobre          | 1:00 p.m.           | @ Tennessee Titans         | S 23-28             | 4-4                 | Nissan Stadium          | CBS                 | Sintesi             |
| 9                 | 5 novembre          | 1:00 p.m.           | Minnesota Vikings          | S 28-31             | 4-5                 | Mercedes-Benz Stadium   | Fox                 | Sintesi             |
| 10                | 12 novembre         | 4:05 p.m.           | @ Arizona Cardinals        | S 23-25             | 4-6                 | State Farm Stadium      | CBS                 | Sintesi             |
| 11                | Settimana di riposo | Settimana di riposo | Settimana di riposo        | Settimana di riposo | Settimana di riposo | Settimana di riposo     | Settimana di riposo | Settimana di riposo |
| 12                | 26 novembre         | 1:00 p.m.           | New Orleans Saints         | V 24-15             | 5-6                 | Mercedes-Benz Stadium   | Fox                 | Sintesi             |
| 13                | 3 dicembre          | 1:00 p.m.           | @ New York Jets            | V 13-8              | 6-6                 | MetLife Stadium         | Fox                 | Sintesi             |
| 14                | 10 dicembre         | 1:00 p.m.           | Tampa Bay Buccaneers       | S 25-29             | 6-7                 | Mercedes-Benz Stadium   | CBS                 | Sintesi             |
| 15                | 17 dicembre         | 1:00 p.m.           | @ Carolina Panthers        | S 7-9               | 6-8                 | Bank of America Stadium | Fox                 | Sintesi             |
| 16                | 24 dicembre         | 1:00 p.m.           | Indianapolis Colts         | V 29-10             | 7-8                 | Mercedes-Benz Stadium   | CBS                 | Sintesi             |
| 17                | 31 dicembre         | 1:00 p.m.           | @ Chicago Bears            | S 17-37             | 7-9                 | Soldier Field           | CBS                 | Sintesi             |
| 18                | 7 gennaio           | 1:00 p.m.           | @ New Orleans Saints       | S 17-48             | 7-10                | Caesars Superdome       | CBS                 | Sintesi             |

Note:
- Gli avversari della propria division sono in grassetto.
- Il simbolo "@" indica una partita giocata in trasferta.
- (I) indica una gara delle NFL International Series.

## Premi

### Premi settimanali e mensili
- Jessie Bates III:

difensore della NFC della settimana 1
difensore della NFC della settimana 12
- Younghoe Koo:

giocatore degli special team della NFC della settimana 7
giocatore degli special team della NFC della settimana 16